# Британская Северная Америка
Британская Северная Америка (англ. British North America) — владения Великобритании в Северной Америке после того, как Соединённые Штаты Америки обрели независимость в 1783 году. В официальных документах термин употреблялся с 1839 по 1982 годы.
До начала в 1775 году американской войны за независимость в Северной Америке было двадцать различных британских колоний, а также различных территорий севернее Новой Испании. Это были:
- Бермуды
- Британские арктические территории
- Флориды (Восточная и Западная Флориды, управляемые отдельно)
- Индийская резервация
- Колония Ньюфаундленд
- Северо-Западная территория
- Новая Шотландия
- Провинция Квебек
- Земля Руперта (территория компании Гудзонова залива)
- Остров Сент-Джонс (позже остров Принца Эдуарда)
- Тринадцать колоний (каждая управляется отдельно):
  - Колония Коннектикут
  - Колония Делавэр
  - Провинция Джорджия
  - Провинция Мэриленд
  - Провинция Массачусетского залива
  - Провинция Нью-Гэмпшир
  - Провинция Нью-Джерси
  - Провинция Нью-Йорк
  - Провинция Северной Каролины
  - Провинция Пенсильвания
  - Колония Род-Айленд и плантации Провиденс
  - Провинция Южная Каролина
  - Колония Вирджиния

В результате войны за независимость, Тринадцать колоний обрели независимость, а Восточная и Западная Флорида были переданы обратно Испании.
По окончании войны за независимость США те поселенцы, которые остались верными британской короне, были вынуждены переселиться на территорию Квебека, что вызвало изменение демографической ситуации (ранее неиндейское население провинции составляли в основном выходцы из Франции). Поэтому в 1791 году Квебек был разделён на две провинции: Нижняя Канада (историческая зона расселения франкофонов) и Верхняя Канада (места, куда переселились лоялисты из Тринадцати колоний).
Англо-американский договор 1818 года определил прохождение границы между США и британскими владениями на территории от озера Эри до Скалистых гор по 49-й параллели, а также установил совместное пользование «Орегонской землёй».
После восстаний 1837—1838 годов британским правительством в Северную Америку был послан Джон Лэмбтон для выяснения их причин. В своём «Отчёте о делах Британской Северной Америки» (первый официальный документ, в котором был использован этот термин) он порекомендовал объединить обе Канады в одну провинцию с англоговорящим большинством. В 1841 году Верхняя и Нижняя Канады объединились в провинцию Канада.
В 1846 году Орегонский договор окончательно определил границу между Британской Северной Америкой и Соединёнными Штатами Америки на участке от Скалистых гор до Тихого океана.
Акт о Британской Северной Америке 1867 года объединил провинции Канада, Нью-Брансуик и Новая Шотландия в Канадскую конфедерацию (при этом провинция Канада была разделена на провинции Онтарио и Квебек). В 1870 году к Канаде были присоединены Северо-Западные территории и Манитоба, в 1871 — Британская Колумбия, в 1873 — остров Принца Эдуарда. Начиная с 1871 года Британский Парламент принимал Акты о Британской Северной Америке, касающиеся юридических вопросов, связанных с Канадой.
Термин «Британская Северная Америка» вышел из употребления с 1982 года, когда вместо очередного «Акта о Британской Северной Америке» был принят Акт о Канаде.